# サバング・モレフェ
サバング・モレフェ（Thabang Molefe、1979年4月11日 - ）は、南アフリカの元サッカー選手。元南アフリカ代表。ポジションはディフェンダー。

## 来歴
2002年3月に南アフリカ代表デビュー。2002 FIFAワールドカップ、アフリカネイションズカップ2004にも出場した。南アフリカ代表で20試合に出場した。

## 代表歴

### 出場大会
- 南アフリカ代表
  - 2002 FIFAワールドカップ

### 試合数
- 国際Aマッチ 20試合 0得点（2002年-2004年）[1]

| 南アフリカ代表 | 国際Aマッチ | 国際Aマッチ |
| 年             | 出場        | 得点        |
| -------------- | ----------- | ----------- |
| 2002           | 9           | 0           |
| 2003           | 5           | 0           |
| 2004           | 6           | 0           |
| 通算           | 20          | 0           |